# ایرج ناظریان
ایرج ناظریان  (۲۴ اسفند ۱۳۱۷ – ۲۶ شهریور ۱۳۷۰) دوبلور، صداپیشه و مدیر دوبلاژ نامدار ایرانی بود.

## زندگی‌نامه
ایرج ناظریان در سال ۱۳۱۷ در تهران متولد شد. در سال ۱۳۳۵ وارد عرصه دوبله شد. وی دارای صدای منحصر به فردی بود صدایی گرم، خسته، پرصلابت و پرطنین از ویژگی‌های منحصر به فرد صدای ناظریان بود. از او به‌عنوان یکی از  بهترین دوبلورهای تمام دوران یاد می‌شود. ناظریان بیشتر به‌جای هنرپیشگانی چون «راک هادسن»، «چارلز  برانسون»، «رابرت میچام» «رابرت تیلور» «جولیانو جما»، «بهمن مفید»، «آرمان هوسپیان» و «داود رشیدی» که معرف شمایل مردان قدرتمند در سینما بودند صداپیشگی می‌نمود. صداپیشگی متفاوت و ماندگار او به جای مارلون براندو در نسخه ویدئویی فیلم پدرخوانده از شاخص‌ترین آثار وی است. نصرالله مدقالچی از او به عنوان صاحب صدایی بسیار بسیار پر قدرت در دوبلاژ یاد می‌کند که مهارتش در دوبلاژ و دیالوگ گویی از دلایل فروش بالای فیلم‌های زیادی در پیش از انقلاب بوده، هر چند در برخی مواقع متلک گویی‌هایی خارج از قاعده فیلم داشته و این رفتار با واکنش منفی مخاطبان مواجه بوده‌است. وی مبدع و گوینده تیپ نقش‌های کوتوله، مانند اسداله یکتا بود که بعدها این تیپِ گویندگی توسط بعضی دوبلورها، تقلید و گفته شد ولی هیچ‌کدام به اندازه خود ناظریان نتوانستند حق مطلب آن نوع تیپ را ادا کنند. وی همچنین از بهترین گویندگان نقش لاتی در تاریخ دوبله ایران بود. ایرج ناظریان پسرداییِ پدرِ شهلا ناظریان دیگر دوبلور سرشناس ایرانی بود. او بسیار پرکار بود و تا زمان رفتنش از کشور دوبلورهای انگشت شماری بودند که به اندازه وی گویندگی کرده بودند. او در سال ۱۳۶۷ با خانواده‌اش ایران را به مقصد سوئد ترک کرد. در سال ۱۳۷۰ طی بیماری سرطان کبد درگذشت و در سوئد به خاک سپرده شد.

## برخی از کارها
بازیگران خارجی
| شخصیت (نقش)                     | به‌جای (بازیگر)   | در فیلم | نکات |
| ------------------------------- | ---------------- | --- | --- |
| امپراتور یونگ‌ژنگ (امپراتور چین) | یانگ چیانگ       | گیوتین پرنده                                                                                               | |
| بنیتو موسولینی                  | راد استایگر      | روزهای آخر موسولینی_ عمر مختار (شیر صحرا)                                                                  | |
| دن ویتو کورلئونه                | مارلون براندو    | پدر خوانده ۱                                                                                               | دوبله دوم |
|                                 | جین هاکمن        | مترسک (دوبله اول)_ پلی در دوردست_ اصل دومینو_ ارتباط فرانسوی ۲                                             | |
|                                 | رابرت تیلور      | پامپاس زنان عازم غرب همه برادران شجاع بودند آخرین شکار سفر برای جدال بتاز بانی علفزارهای وحشی الیور بلورین | (۳ ژوئن ۱۹۴۳) (۱۱ ژانویه ۱۹۵۱) (۱۳ نوامبر ۱۹۵۳) (۳۰ آوریل ۱۹۵۶) (۲۰ مارس ۱۹۵۶) (۶ ژوئن ۱۹۵۸) (۲۲ فوریه ۱۹۶۶) (۱۰ اکتبر۱۹۶۷) |
|                                 | جولیانو جما      | رینگو دوبله اول و اثرهای دیگر                                                                              | |
|                                 | رابرت شاو        | آرواره‌ها ۱                                                                                                 | |
|                                 | سیلوستر استالونه | راکی راکی۲ مشت فرار به سوی پیروزی                                                                          | |
| آنتونی                          | آمیتاب باچان     | آمر اکبر آنتونی                                                                                            | ساخت ۱۹۷۷ |
| دیوان بهادر                     | پریتویراج کاپور  | دیروز، امروز، فردا                                                                                         | ساخت ۱۹۷۱ |
|                                 | چارلز برانسون    | اکثر فیلم‌ها                                                                                                | |
|                                 | اورسن ولز        | جزیره گنج_رز سیاه_اجبار_ همشهری کین                                                                        | |
|                                 | گریگوری پک       | شجاعان_تنگه وحشت_موبی دیک                                                                                  | |
| کلانتر ویل کین                  | گری کوپر         | ماجرای نیمروز                                                                                              | دوبله دوم |
| مایکل                           | رابرت دنیرو      | شکارچی گوزن                                                                                                | دوبله اول |
|                                 | جیسون میلر       | جن‌گیر ۱ | |
| واشیزو (اقتباسی از مکبث)        | توشیرو میفونه    | سریر خون                                                                                                   | |
| کلادیوس                         | میخائیل نازوانف  | هملت | ساخته ۱۹۶۴ گریگوری کوزنتسف                                                                                                  |
|                                 | لینو ونتورا      | دسته سیسیلی‌ها                                                                                              | |
|                                 | لی وان کلیف      | روز خشم فراتر از قانون ال کندور اسلحه خدایان بچه انتقام جو                                                 | |
|                                 | ریچارد برتون     | خرقه | |
|                                 | رابرت میچام      | خواب بزرگ_ راه غرب_ رد گربه_ رودخانه بی‌بازگشت_خشم خدا_ خدا می‌داند آقای آلیسون                              | |
|                                 | راک هودسون       | آخرین غروب_ وداع با اسلحه (دوبله دوم)                                                                      | |
|                                 | پل نیومن         | مرد | دوبله دوم |
|                                 | چارلتون هستون    | شاهزاده و گدا_ بیسکویت سبز                                                                                 | |
|                                 | آنتونی کوئین     | زنده باد زاپاتا کاروان‌ها                                                                                   | |
|                                 | آنتونی کوئین     | لورنس عربستان                                                                                              | دوبله دوم |
|                                 | آنتونی کوئین     | آخرین قطار گان هیل                                                                                         | |
| کوژپشت                          | آنتونی کوئین     | گوژپشت نوتردام                                                                                             | دوبله دوم |
|                                 | برت لنکستر       | ترن_ عقرب - شکارچیان پوست سر (دوبله دوم)                                                                   | |
|                                 | پیتر فینچ        | شبکه | |
|                                 | جان ماریا ولونته | دست کثیف استعمار (گلوله ای برای امپراتور)_ بخاطر چند دلار بیشتر (دوبله اول)                                | |
|                                 | ویلیام هولدن     | این گروه خشن_ طالع نحس ۲                                                                                   | |
|                                 | جان گیلگد        | جولیوس سزار                                                                                                | |
|                                 | لی ماروین        | منطقه رینتری (درخت زندگی)_ قاتلین_ خرفه ای‌ها                                                               | |
|                                 | ویتوریو گاسمن    | برنج تلخ                                                                                                   | دوبله دوم |
|                                 | شون کانری        | سه ثانیه به جهنم_ اهانت                                                                                    | |
|                                 | استیون بوید      | سفر معجزه آسا                                                                                              | |
|                                 | ریچارد هریس      | گذرگاه کاساندرا، اورکا نهنگ خشمگین                                                                         | |
|                                 | یول برینر        | هفت دلاور                                                                                                  | دوبله دوم |
|                                 | ژان گابن         | خالکوبی | |
|                                 | جان وویت         | قهرمان | |
|                                 | ریچارد ویدمارک   | چگونه غرب تسخیر شد_ جیب‌بر خیابان جنوبی_ خم رودخانه                                                         | |
|                                 | جیمز استوارت     | خم رودخانه                                                                                                 | دوبله اول |
|                                 | جیسون روباردز    | جولیا | |
|                                 | لارنس الیویه     | دونده ماراتن                                                                                               | |
|                                 | هنری فوندا       | اختاپوس | |
|                                 | کارل مالدن       | نوادا اسمیت                                                                                                | |
|                                 | جورج پپارد       | هوسبازان                                                                                                   | |
|                                 | ترنس هیل         | فیلماین گروه مرگبار فیلم یک نابغه، دوشریک ویک ساده دل                                                      | دوبله اول دوبله اول |
|                                 | جوزف کاتن        | نیاگارا | |
|                                 | راجر مور         | فقط بخاطر چشمان تو، مونریکر                                                                                | |
| هاردین                          | پاورز بوث        | عملیات مرداب                                                                                               | |
| هیچ‌کس                           | ترنس هیل         | به من می‌گویند هیچ‌کس                                                                                        | دوبلهٔ دوم |
| بنت                             | توماس میلیان     | چهره به چهره                                                                                               | ۱۹۶۷ |

بازیگران داخلی
| به جای            | در فیلم |
| ----------------- | --- |
| احمد هاشمی        | تشریفات |
| حسین گیل          | بنده خدا_مسافران مهتاب_سه قاپ |
| داوود رشیدی       | کمال الملک_ هزار دستان_ کندو_گل‌های داوودی _فرارازتله _میعادگاه خشم _جهنم+من |
| بهمن مفید         | جوجه فکلی، عمو فوتبالی، غربتی‌ها، اتل متل توتوله ، زن، رفیق |
| سعید راد          | خداحافظ رفیق_ کافر_ صادق کُرده _شرف_ هدف_ مرد شب |
| آرمان هوسپیان     | گنج قارون، امروز و فردا، عبور از مرز شب، پلی بسوی بهشت، آشوبگر، پسران قارون، قوز بالا قوز، لیلی و مجنون، یک مرد و یک شهر، رابطه، مرد هزار لبخند، دیوار شیشه‌ای، جان‌سخت، برای که قلب‌ها می‌تپد، عصیان، خشم عقاب‌ها، باشرف‌ها، قدیر، سازش، یاران، علف‌های هرز، شب زخمی، شمسی پهلوان، خان نایب، خیابانی‌ها، رودخانه وحشی، ماجرای یک دزد، قصه شب یلدا |
| محمدعلی فردین     | شکست ناپذیر، مواظب کلات باش |
| ایرج قادری        | داغ ننگ، عطش، توبه، نا محرم، مترس، بی‌قرار، مرگ در باران، چلچراغ، لبه تیغ |
| ناصر ملک مطیعی    | قیصر، سکه شانس، قصر زرین، گذشت بزرگ، مردان روزگار، قفس طلایی، آراس خان، میلیونر فراری، حسین کرد شبستر، قهرمان دهکده |
| رضا بیک ایمانوردی | بندری، تنها حامی |
| جمشید آریا        | عقاب‌ها، نقطه‌ضعف، مرد جنگل، بالاش، یوزپلنگ، تیغ و ابریشم |
| جمشید مشایخی      | پدر بزرگ، پل، بت‌شکن (فیلم)، مطرب، آسمون بی‌ستاره، بی‌حجاب، آب، پدر که ناخلف افتد، آب نبات چوبی، پسر زاینده‌رود، شارلوت به بازارچه می‌آید، سه تا جاهل، جوانی هم عالمی دارد |
| هادی اسلامی       | شاخه‌های بید |